# Hugo Faria
Pour les articles homonymes, voir Faria.
Hugo Miguel da Encarnação Pires Faria dit Hugo Faria, né le 15 février 1983 à São Brás de Alportel, au Portugal, est un footballeur portugais. 
Il évolue au poste de milieu défensif.

## Biographie
Hugo Faria commence sa carrière à Louletano, club de troisième division. En 2004, il passe pro en rejoignant l'União Leiria, club où il reste quatre saisons. Afin de gagner du temps de jeu, il est prêté lors de la saison 2005-2006 au SC Olhanense, en deuxième division.
En 2008, Hugo Faria s'expatrie en Chypre et signe en faveur de l'Enosis Neon Paralimni.